# Paul Burgess
Pour les articles homonymes, voir Paul Burgess (musicien) et Burgess.
Paul Burgess, né le 14 août 1979 à Perth, est un athlète australien spécialiste du saut à la perche. 

## Carrière
Il fait ses débuts sur la scène internationale lors des Championnats du monde juniors 1998 d'Annecy, terminant troisième du concours avec une barre à 5,20 m. En 2002, Paul Burgess se classe deuxième des Jeux du Commonwealth de Manchester derrière le Sud-africain Okkert Brits. Il porte cette même année son record personnel à 5,75 m et remporte le premier de ses trois titres nationaux.
Le 25 février 2005, lors des Championnats d'Australie d'athlétisme de Perth, Paul Burgess devient le treizième athlète au monde à franchir la limite des 6 mètres, obtenant le titre de meilleur performeur mondial de l'année. Auteur de 5,92 m l'année suivante, il remporte la Finale mondiale d'athlétisme de Stuttgart devant l'Américain Toby Stevenson. 

## Palmarès
| Date | Compétition                   | Lieu         | Résultat | Marque |
| ---- | ----------------------------- | ------------ | -------- | ------ |
| 1996 | Championnats du monde juniors | Sydney       | 1re      | 5,35 m |
| 1998 | Championnats du monde juniors | Annecy       | 3e       | 5,20 m |
| 1998 | Jeux du Commonwealth          | Kuala Lumpur | 2e       | 5,50 m |
| 2000 | Jeux olympiques               | Athènes      | Qualif.  | 5,55 m |
| 2002 | Jeux du Commonwealth          | Manchester   | 2e       | 5,70 m |
| 2004 | Jeux olympiques               | Athènes      | 11e      | 5,55 m |
| 2006 | Finale mondiale               | Stuttgart    | 1re      | 5,82 m |
| 2008 | Jeux olympiques               | Pékin        | Qualif.  | 5,55 m |